# Nicaise (apôtre du Vexin)
Pour les articles homonymes, voir Nicaise.
Saint Nicaise (Nicasius), est un apôtre du Vexin au IIIe siècle. 

## Histoire
Il évangélise le Vexin mais semble ne pas être venu à Rouen et ne fut probablement pas évêque de la ville.
Il séjourna une année à Mousseaux et évangélisa Rolleboise située à proximité.
Ayant fait plusieurs miracles, et évangélisé les habitants du bord de la Seine, Conflans, Andrésy, Triel, Vaux, Meulan, Mantes, la Roche-Guyon... il est martyrisé avec ses compagnons sur les bords de l'Epte, à Gasny, avant d'atteindre Rouen. Il serait enterré à Gasny. 
« Accompagné du prêtre Quirin et du diacre Scunicule, Nicaise avait résolu de porter la lumière évangélique dans le nord des Gaules où florissaient d'importantes cités. Ce fut dans un village du Vexin que l'apôtre Nicaise commença ses prédications. Près du village de Vaux, un horrible serpent avait fait sa demeure d'une caverne d’où jaillissait une fontaine, dont les eaux empoisonnées par cet immonde voisinage n'était plus qu'un foyer d'infection. L'arrivée de Nicaise fut saluée des bénédictions de tous les pauvres habitants de ce pays. Plein de foi dans la protection divine, le ministre du Christ envoya vers le repaire du dragon son disciple Quirin, qui courba le monstre sous son commandement et l'amena à Saint Nicaise, lié avec son étole. Tous les habitants confondus d'admiration, se prosternèrent en demandant à embrasser la nouvelle religion. 318 personnes reçurent le baptême à la fontaine même du dragon, redevenue claire et saine comme elle l'était autrefois. »
Il n'apparaît pas sur la liste des évêques de Rouen, toutefois, Saint Mellon, premier évêque de Rouen, serait l'un de ses disciples.